# Place d'Espagne (Santa Cruz de Tenerife)
Pour les articles homonymes, voir Place d'Espagne.
La place d'Espagne (espagnol : plaza de España) est la plus grande place des îles Canaries. Elle est située dans le centre de la ville de Santa Cruz de Tenerife (Espagne), à quelques mètres au nord de l'Auditorium de Tenerife, et elle est la plaque tournante de la ville.

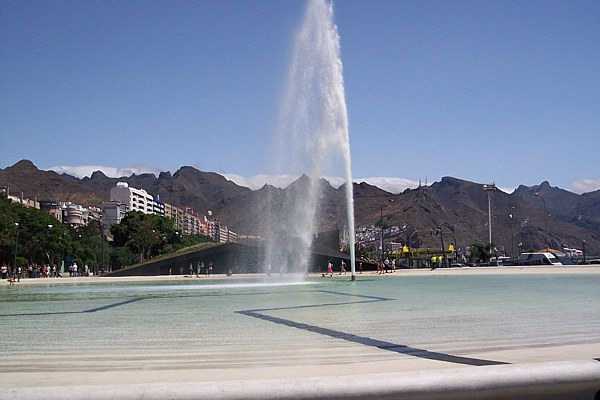
La fontaine.

Sur la place se trouve une grande fontaine, conçue par les architectes suisses Herzog & de Meuron, ainsi qu'un grand monument dédié à la mémoire des victimes de la guerre civile espagnole. Ci-dessous le carré sont les vestiges du Château de San Cristóbal.
La Plaza de España est bordée par le Palais du conseil du gouvernement de l'île de Tenerife (Cabildo de Tenerife), par le Palacio de la Carta et par une autre place, la Plaza de La Candelaria.
Cette place est considérée comme l'une des places principales de l'île de Tenerife, avec la Place de la Patronne des Canaries à Candelaria et de la Plaza del Cristo de La Laguna, à San Cristóbal de La Laguna.

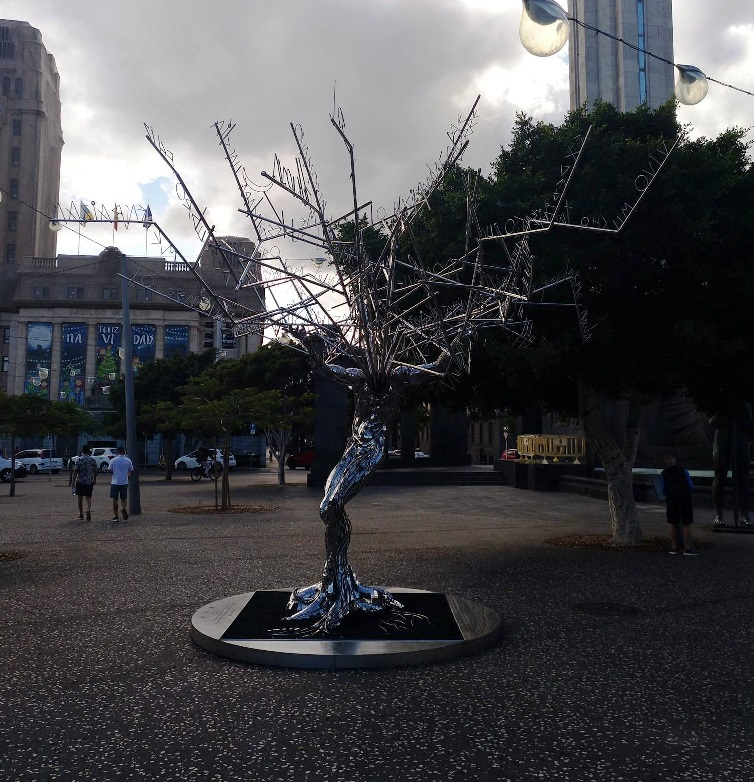
Sculpture intitulée Lo llevo bien.

À une extrémité à côté du lac de la Plaza de España est le grand signe de la marque touristique de la ville: "Santa Cruz, el corazón de Tenerife" ("Santa Cruz, le cœur de Tenerife"). La structure mesure 11, 1 mètre de long et 1,4 mètre de haut. Les lettres sont blanches sauf le dernier "a" du mot Santa, qui est un cœur bleu inversé au sommet duquel il y a un autre cœur dans ce boîtier vert placé en position naturelle. Lors d'événements importants, le panneau est repeint de différentes couleurs et avec différents symboles,.
En 2021, la sculpture de l'artiste basque Julio Nieto, connue sous le nom de « Lo llevo bien », a été installée en permanence sur la place. Il s'agit d'une pièce en acier inoxydable, haute de cinq mètres et pesant 450 kilos avec l'apparence d'un homme en forme d'arbre qui symbolise « l'optimisme de l'être humain, qui, malgré toutes ses pensées, le prend bien ».

## Dans la culture populaire
En 2015, Jason Bourne, le cinquième film de la franchise Jason Bourne a été tourné à Santa Cruz de Tenerife. Pour ce faire, la ville a été spécialement mis à simuler les cités grecques d'Athènes et du Pirée. La Place d'Espagne a été créée pour représenter la place Syntagma d'Athènes.